# Tatyana McFaddenová
Tatyana McFaddenová (* 21. dubna 1989 Leningrad) je americká invalidní sportovkyně ruského původu. V roce 2015 obdržela cenu Laureus World Sports Awards pro nejlepšího handicapovaného sportovce roku. Studuje na Univerzitě Illinois v Urbana Champaign. Angažovala se v kampani proti tzv. zákonu Dimy Jakovleva, přijatému v roce 2012 a zakazujícímu adopci ruských dětí občany USA. Její nevlastní sestra Hannah McFaddenová je také paraolympioničkou.
Narodila se s rozštěpem páteře způsobujícím ochrnutí dolních končetin a matka ji odložila do dětského domova. Z finančních důvodů jí nebyl přidělen dětský vozík a musela se naučit chodit po rukou. V roce 1994 ji adoptovala Deborah McFaddenová, americká aktivistka za práva zdravotně postižených, která byla na návštěvě Ruska jako zástupkyně amerického ministerstva zdravotnictví. Od osmi let se Tatyana věnuje závodům vozíčkářů v kategorii postižení T54, je jedenáctinásobnou mistryní světa v závodech na vozíčku, ve své kategorii vyhrála pětkrát Chicagský maraton, čtyřikrát Bostonský maraton a čtyřikrát Newyorský maraton. Startovala na čtyřech letních a jedné zimní paralymiádě.

## Výsledky

### Letní paralympijské hry
- 1. místo 2016 400 m
- 1. místo 2016 800 m
- 1. místo 2016 1500 m
- 1. místo 2016 5000 m
- 1. místo 2012 400 m
- 1. místo 2012 800 m
- 1. místo 2012 1500 m
- 2. místo 2016 100 m
- 2. místo 2016 Maratón
- 2. místo 2008 200 m
- 2. místo 2008 400 m
- 2. místo 2008 800 m
- 2. místo 2004 100 m
- 3. místo 2012 100 m
- 3. místo 2008 4×100 m
- 3. místo 2004 200 m

### Zimní paralympijské hry
- 2. místo 2014 lyžařský sprint